# Duch, le maître des forges de l'enfer
Duch, le maître des forges de l'enfer è un film documentario del 2011 diretto da Rithy Panh.
In occasione del processo a Kaing Guek Eav, Rithy Panh decide di ritornare su uno dei temi centrali del suo cinema e di raccogliere la testimonianza di Duch, realizzando (a partire da centinaia di ore di girato) un documentario di straordinaria potenza visiva, in cui l'orrore per la coscienza dello sterminio non cede mai il passo alla lucidità del racconto.

## Trama
Kaing Guek Eav, detto Duch, è stato uno dei più feroci criminali di guerra al servizio del regime dei Khmer rossi in Cambogia. Nel 2009 è stato condannato a 35 anni di prigione per essere stato responsabile, tra il 1975 e il 1979, della tortura e uccisione di oltre 13.000 uomini, donne e bambini.